# فرن وارن
فرن وارن (انگلیسی: Fran Warren؛ ۴ مارس ۱۹۲۶ – ) یک خواننده، و هنرپیشه اهل ایالات متحده آمریکا بود.